# Mikhail Bakunin (Lost)
Mikhail Bakunin es un personaje ficticio de la serie de televisión Lost. Es interpretado por el actor venezolano de origen ruso Andrew Divoff.
Mikhail dice haber nacido en Kiev, Ucrania (parte de la Unión Soviética en el momento de su nacimiento). Afirma que fue médico del ejército soviético, y como tal estuvo en Afganistán. Fue visto en una de las pantallas de supervisión en la estación de La Perla, cuando Sayid fijó los alambres de modo que trabajara la alimentación de vídeo del monitor. Bakunin apareció en una de las pantallas, no obstante él rápidamente tapó y apagó a la cámara. En el último episodio de la tercera temporada, cuando Charlie contacta con Penny, Mikhail, después de ser atravesado por un arpón, hace estallar una granada frente a la ventanilla de la cámara subacuática donde Charlie se encontraba, se inunda y provoca la muerte de ambos.
Su nombre puede ser una evocación de Mijaíl Bakunin, uno de los fundadores del anarquismo y puede relacionarse con el hecho de que DHARMA investigaba la posibilidad de una "sociedad utópica".
- Datos: Q51683